# G7 del 2016
Il 42º vertice del G7 si è svolto al Kanko Hotel di Shima, in Giappone il 26 e 27 maggio 2016. La riunione è stata guidata dal Primo ministro giapponese Shinzō Abe. Nel marzo del 2014 i membri del G7 dichiararono che al momento non era possibile un significativo confronto con la Russia nel contesto del G8. Per la terza volta consecutiva quindi il vertice si è tenuto nel formato G7.

## Scelta della sede

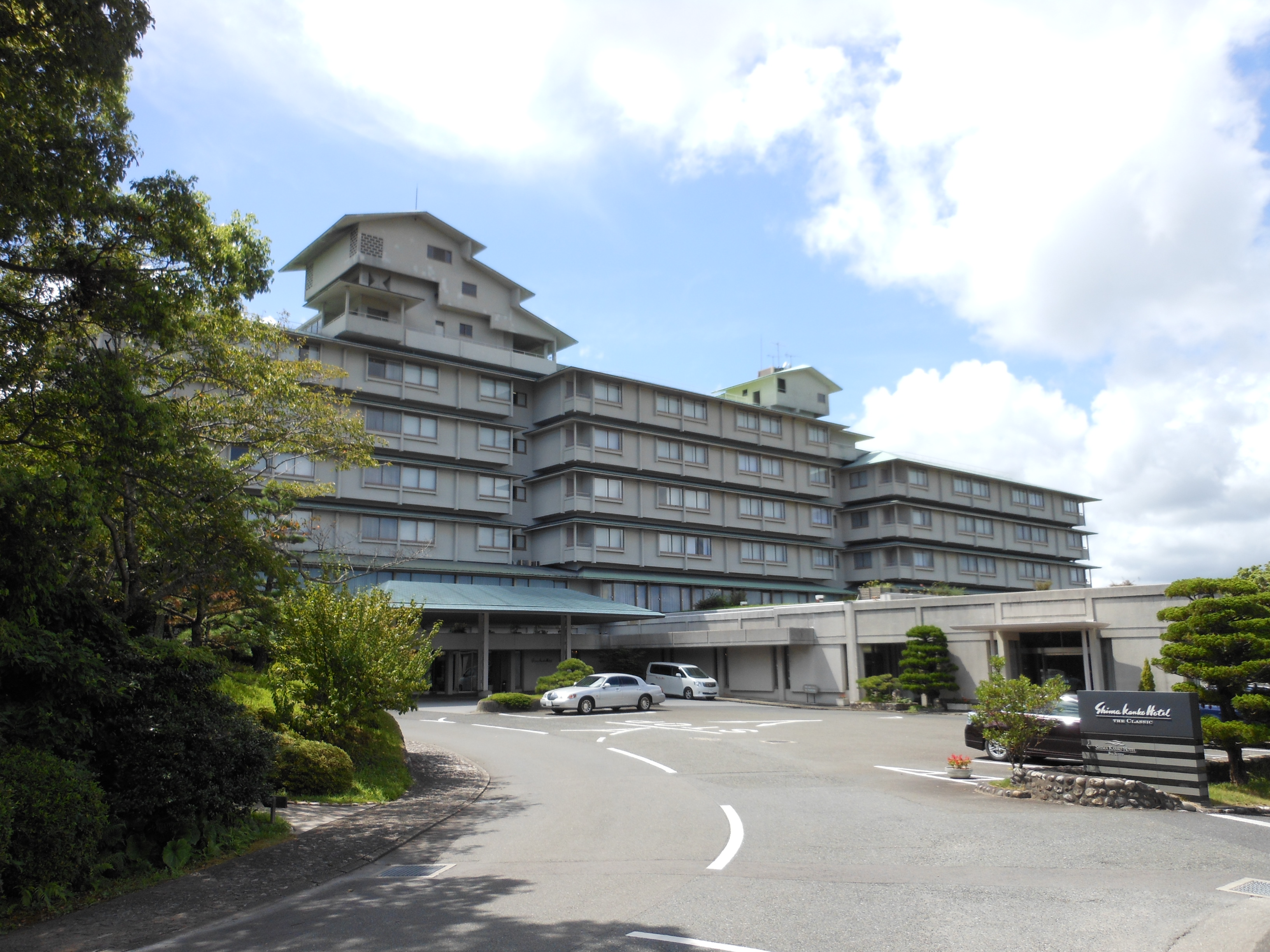
L'hotel di Shima che ha ospitato il vertice

Otto città giapponesi espressero l'interesse ad ospitare il meeting. Il Primo ministro Shinzō Abe annunciò il 5 giugno 2015 la scelta di Shima nella Prefettura di Mie che fu preferita a Hiroshima, Kōbe, Nagoya, Sendai, Niigata, Karuizawa e Hamamatsu.
Tra i motivi della scelta le già collaudate misure di sicurezza e la vicinanza con l'Aeroporto Internazionale di Chūbu-Centrair. Il Primo ministro Abe ha inoltre dichiarato di aver scelto la Prefettura di Mie perché i leader mondiali potessero provare di prima mano la bellezza della natura e la ricchezza della tradizione del Giappone.

## Partecipanti

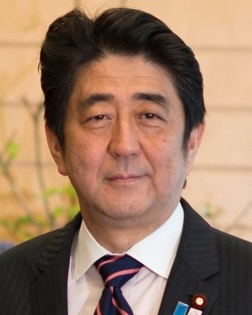
JPN Shinzō Abe, Primo ministro
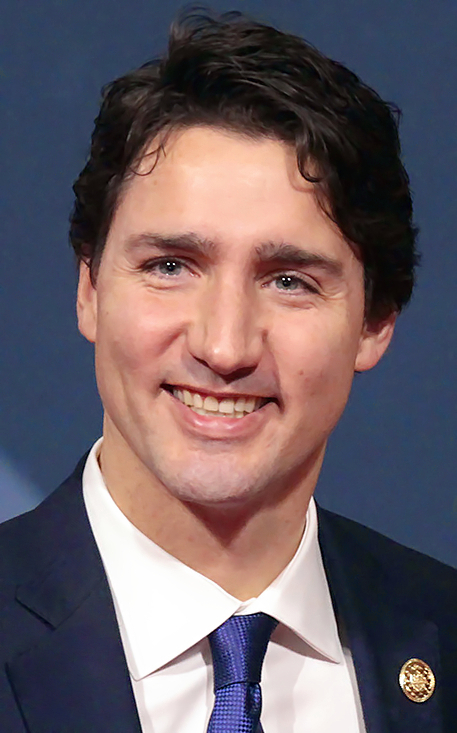
CAN Justin Trudeau, Primo ministro
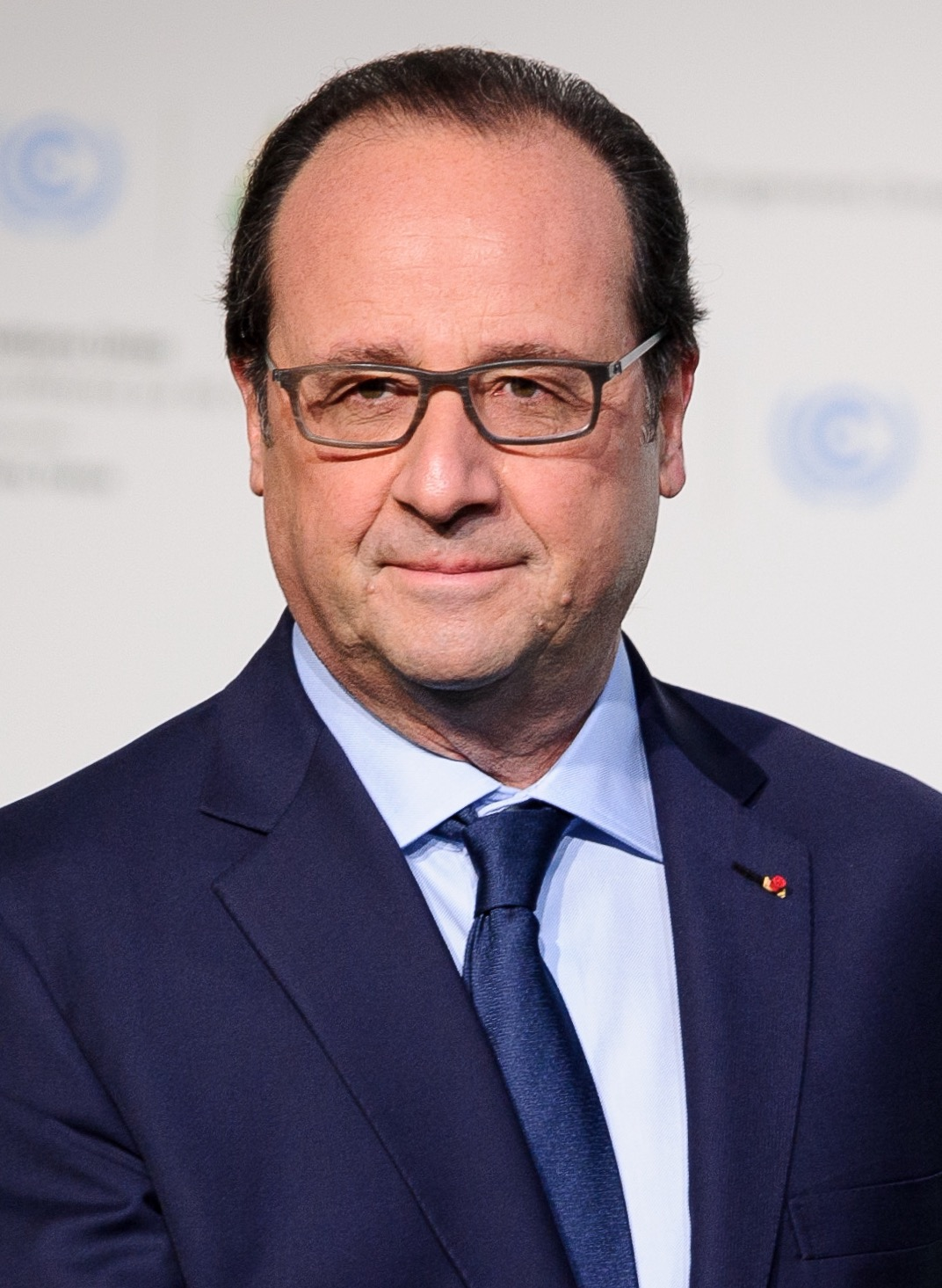
FRA François Hollande, Presidente
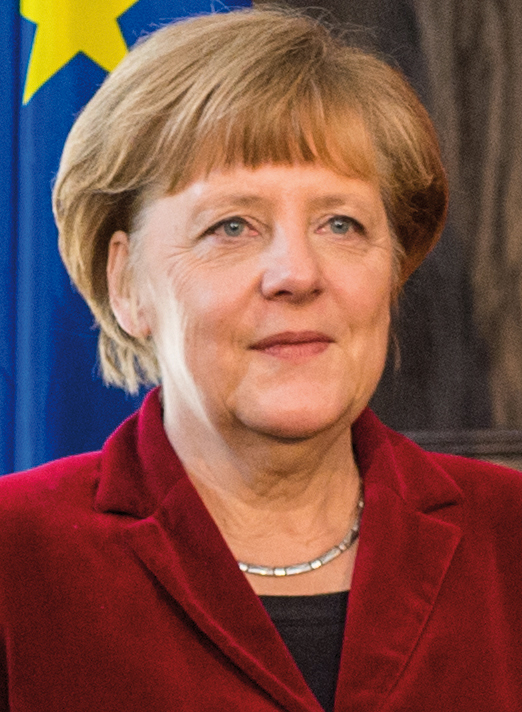
DEU Angela Merkel, Cancelliera
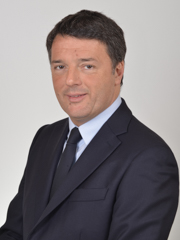
ITA Matteo Renzi, Presidente del Consiglio
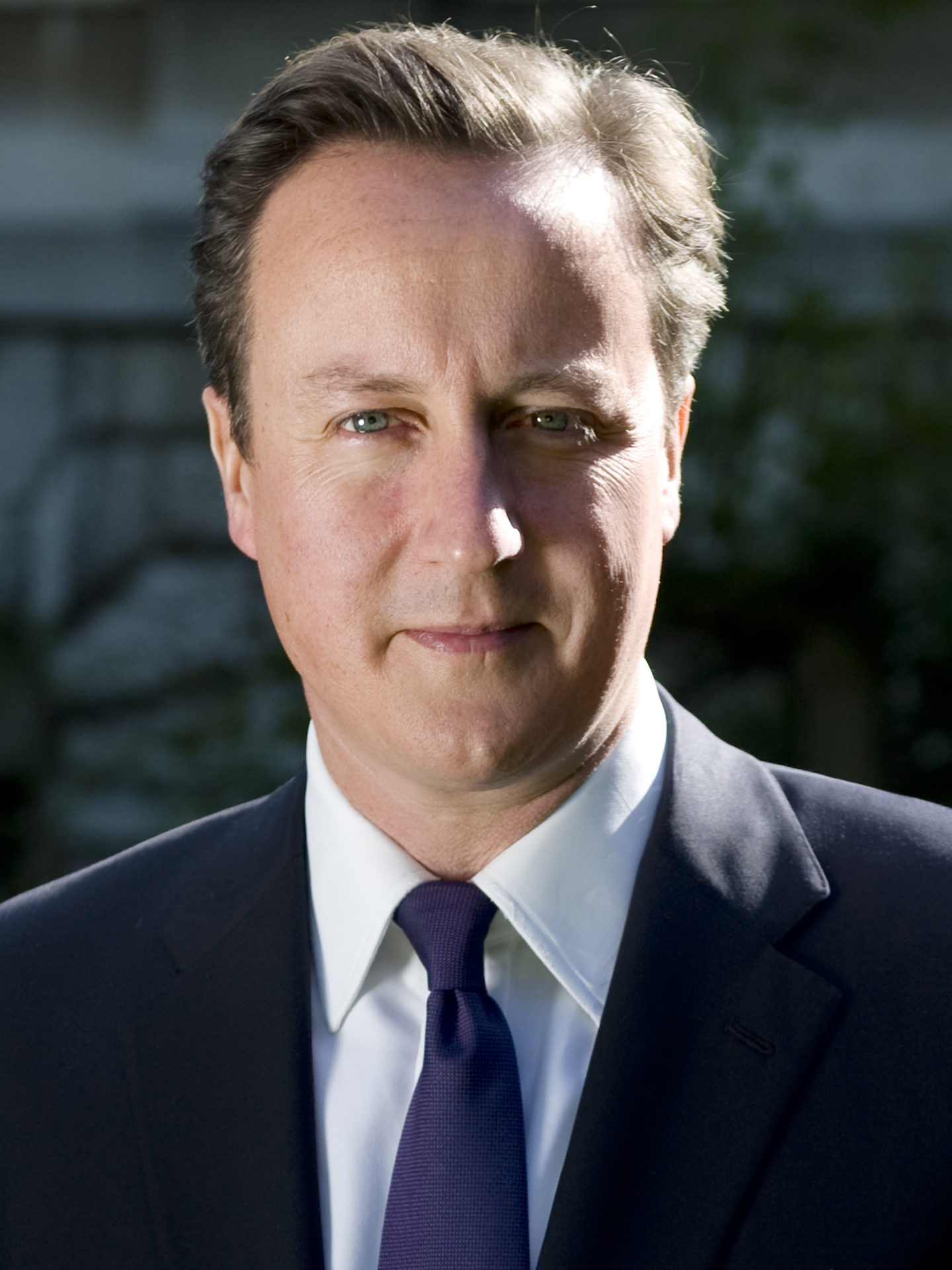
GBR David Cameron, Primo ministro
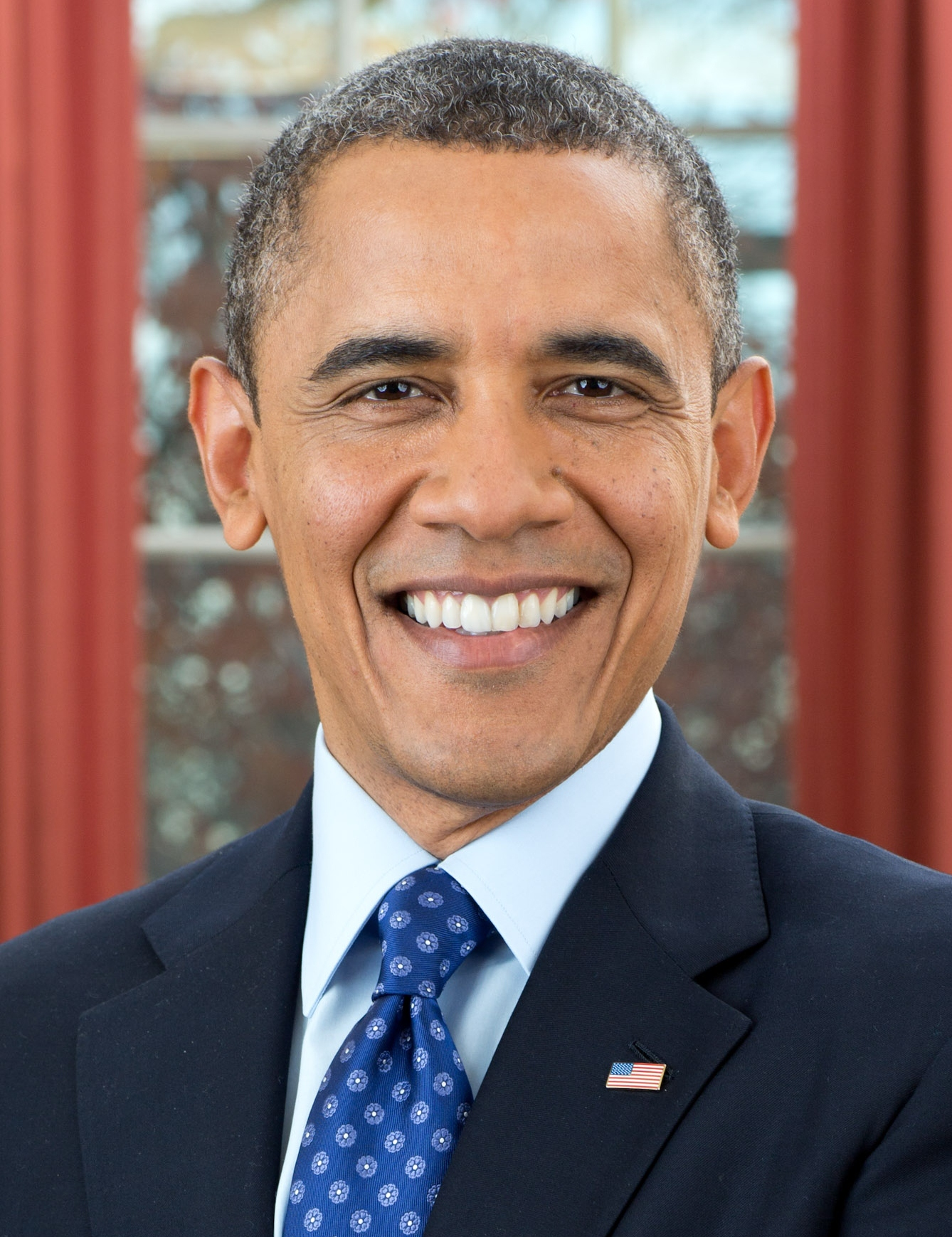
USA Barack Obama, Presidente
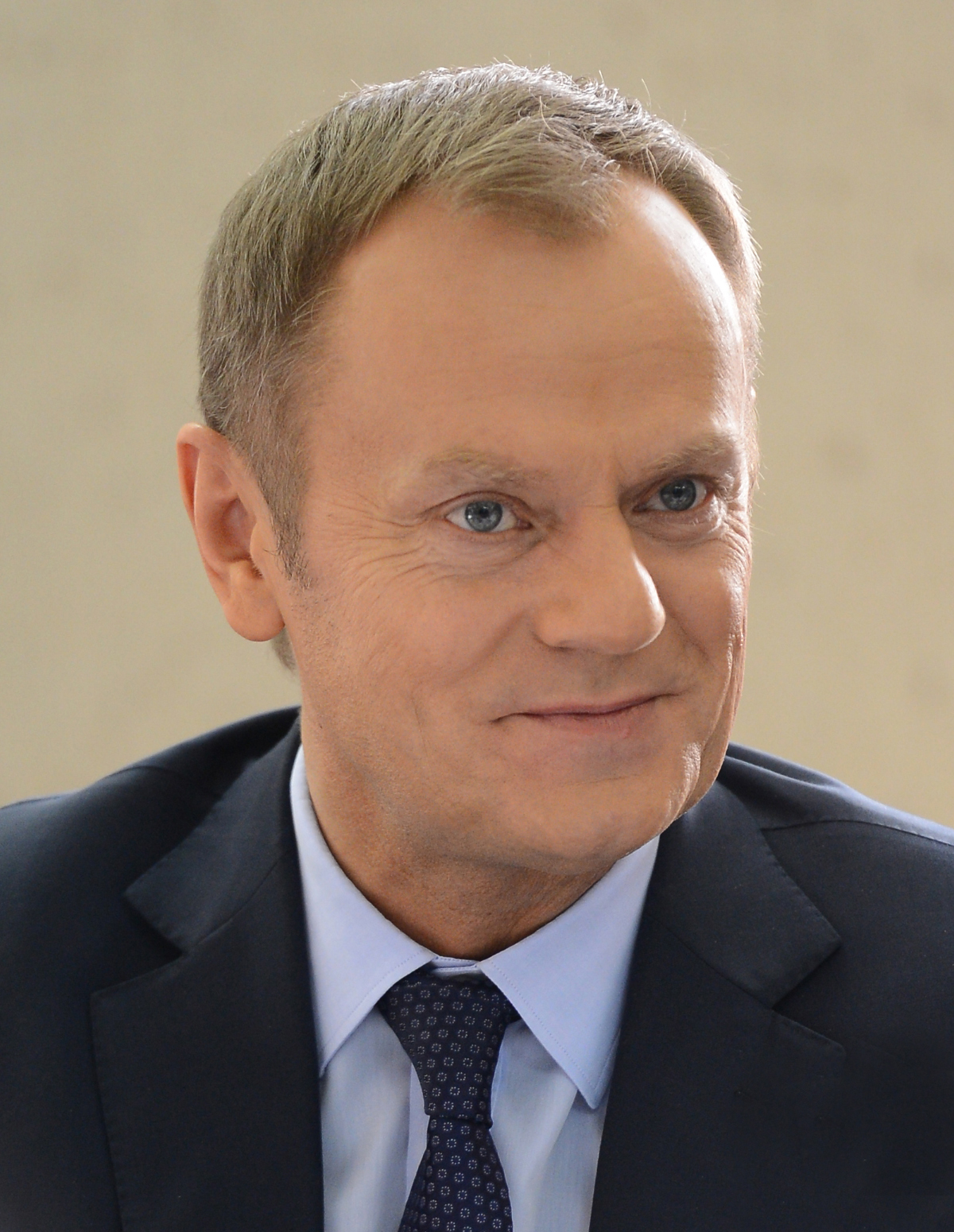
' Donald Tusk, Presidente del Consiglio europeo
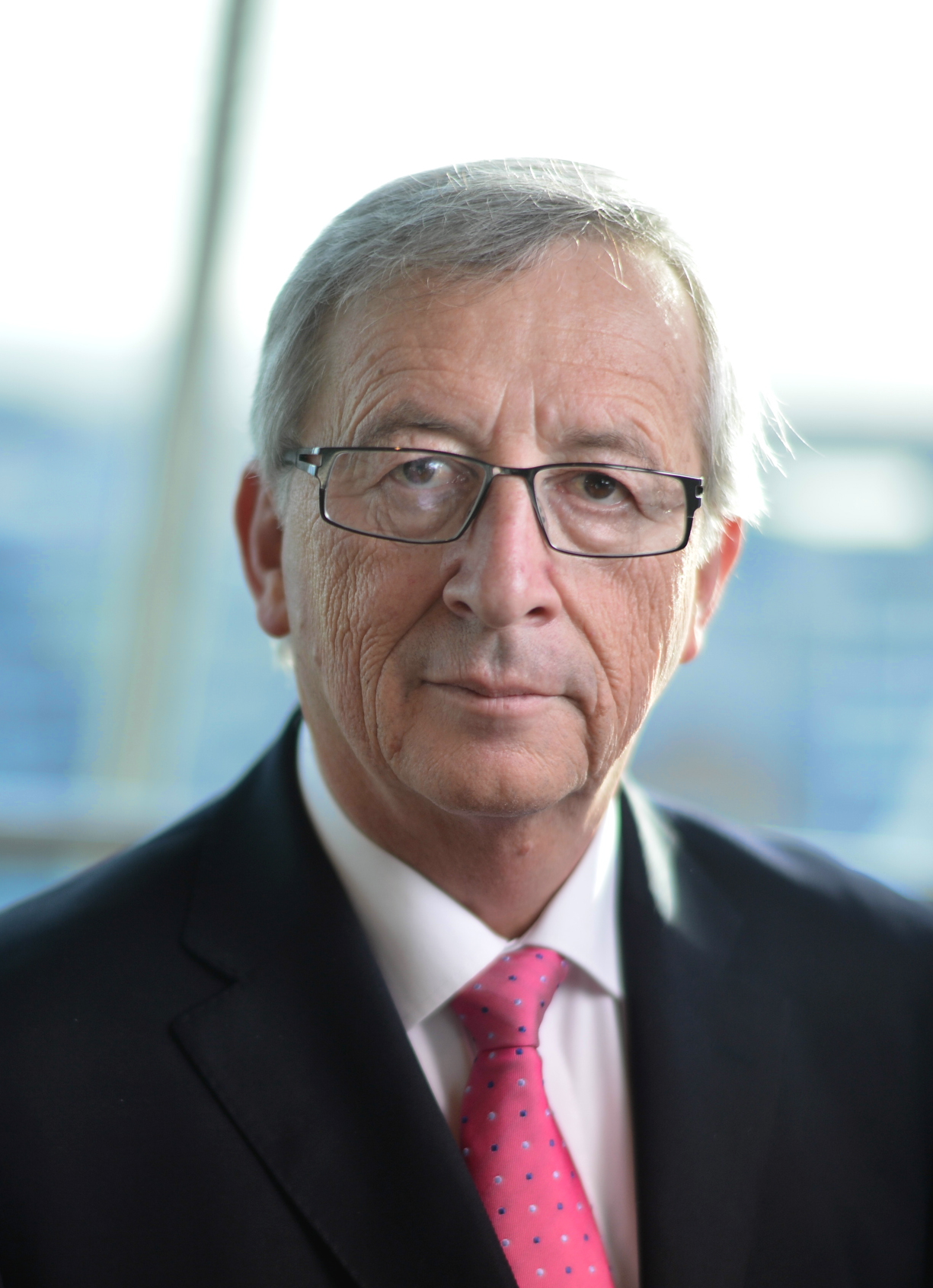
' Jean-Claude Juncker, Presidente della Commissione

- Giappone
Shinzō Abe,
Primo ministro
- Canada
Justin Trudeau,
Primo ministro
- Francia
François Hollande, Presidente
- Germania
Angela Merkel, Cancelliera
- Italia
Matteo Renzi,
Presidente del Consiglio
- Regno Unito
David Cameron,
Primo ministro
- Stati Uniti
Barack Obama, Presidente
- Unione europea
Donald Tusk, Presidente del Consiglio europeo
- Unione europea
Jean-Claude Juncker, Presidente della Commissione

## Leader invitati
Ospiti dell'incontro di sensibilizzazione:

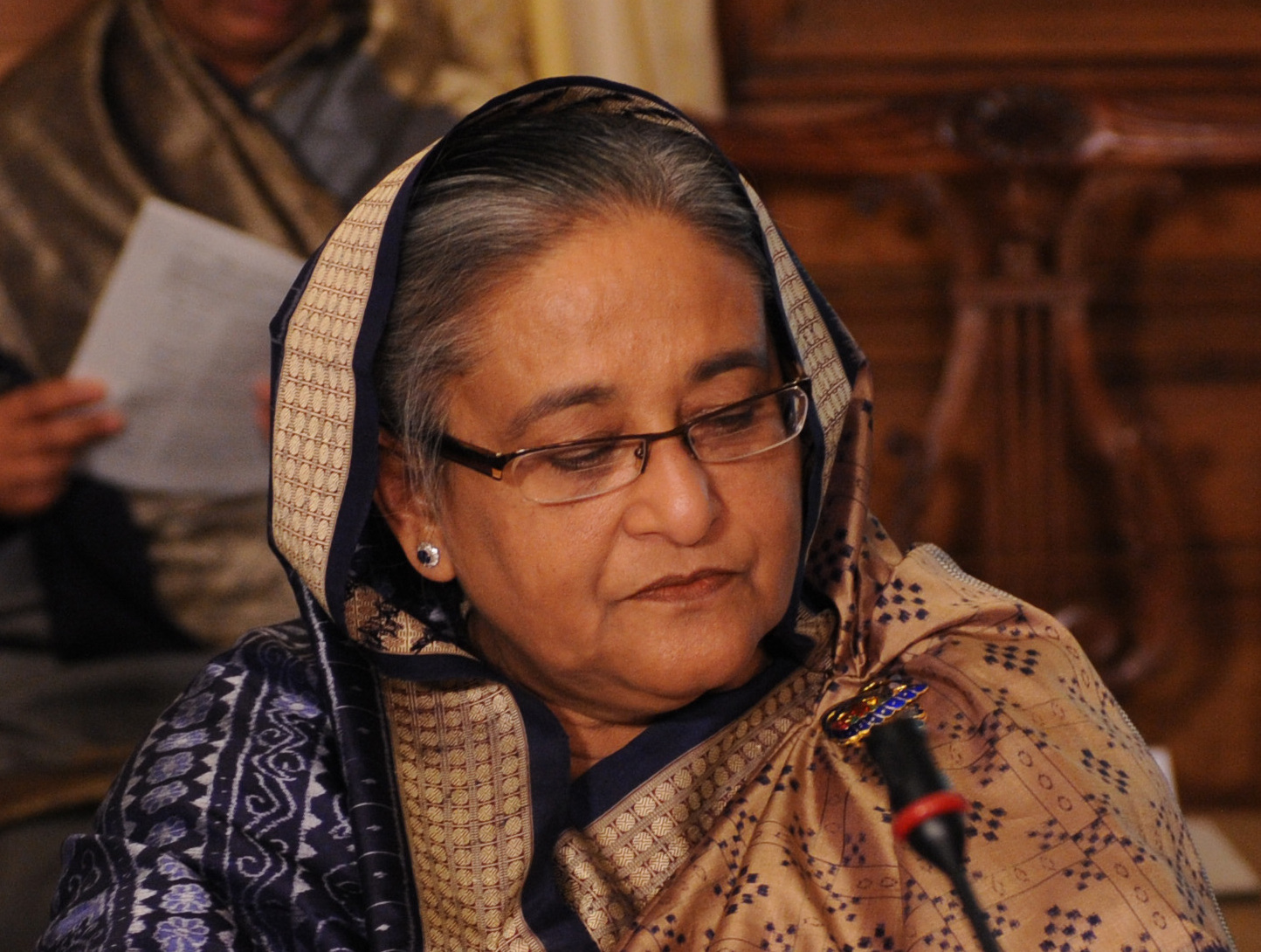
Bangladesh Sheikh Hasina, Primo ministro
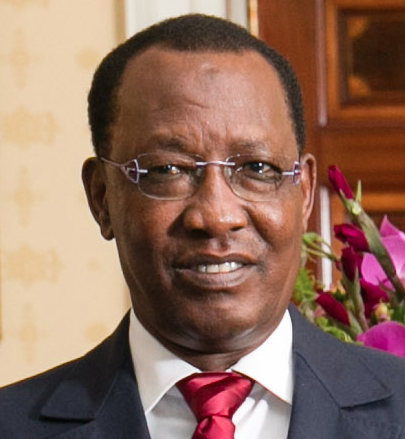
Ciad Idriss Déby, Presidente
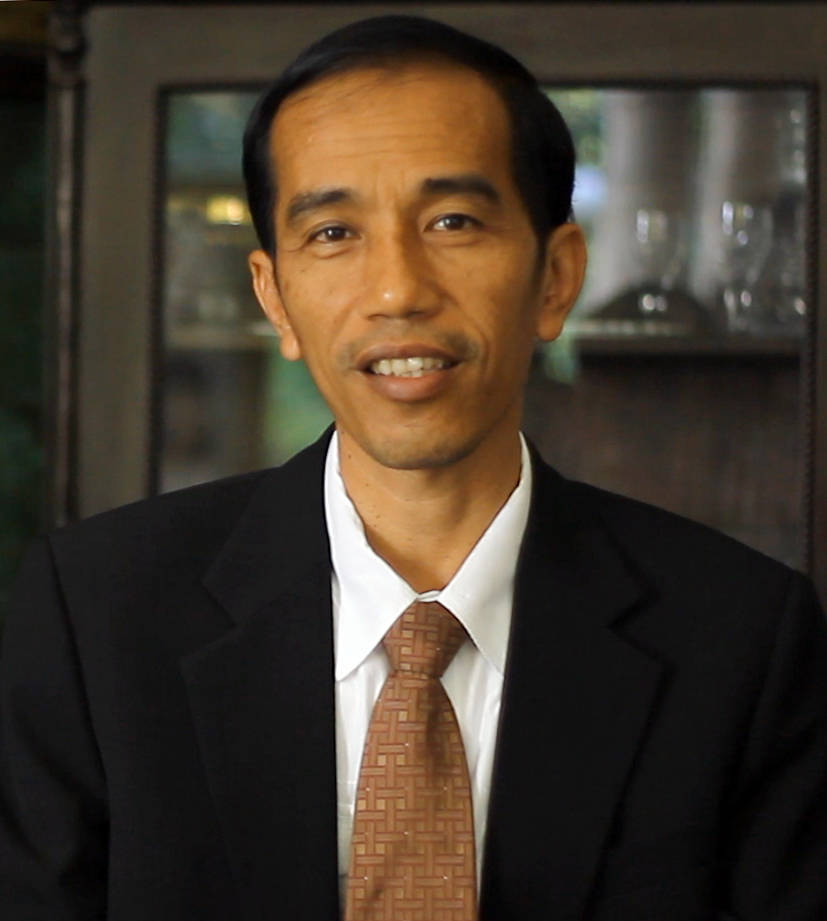
Indonesia Joko Widodo, Presidente
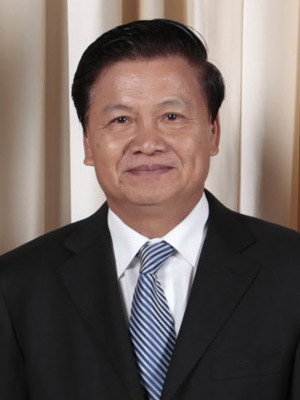
Laos Thongloun Sisoulith, Primo ministro
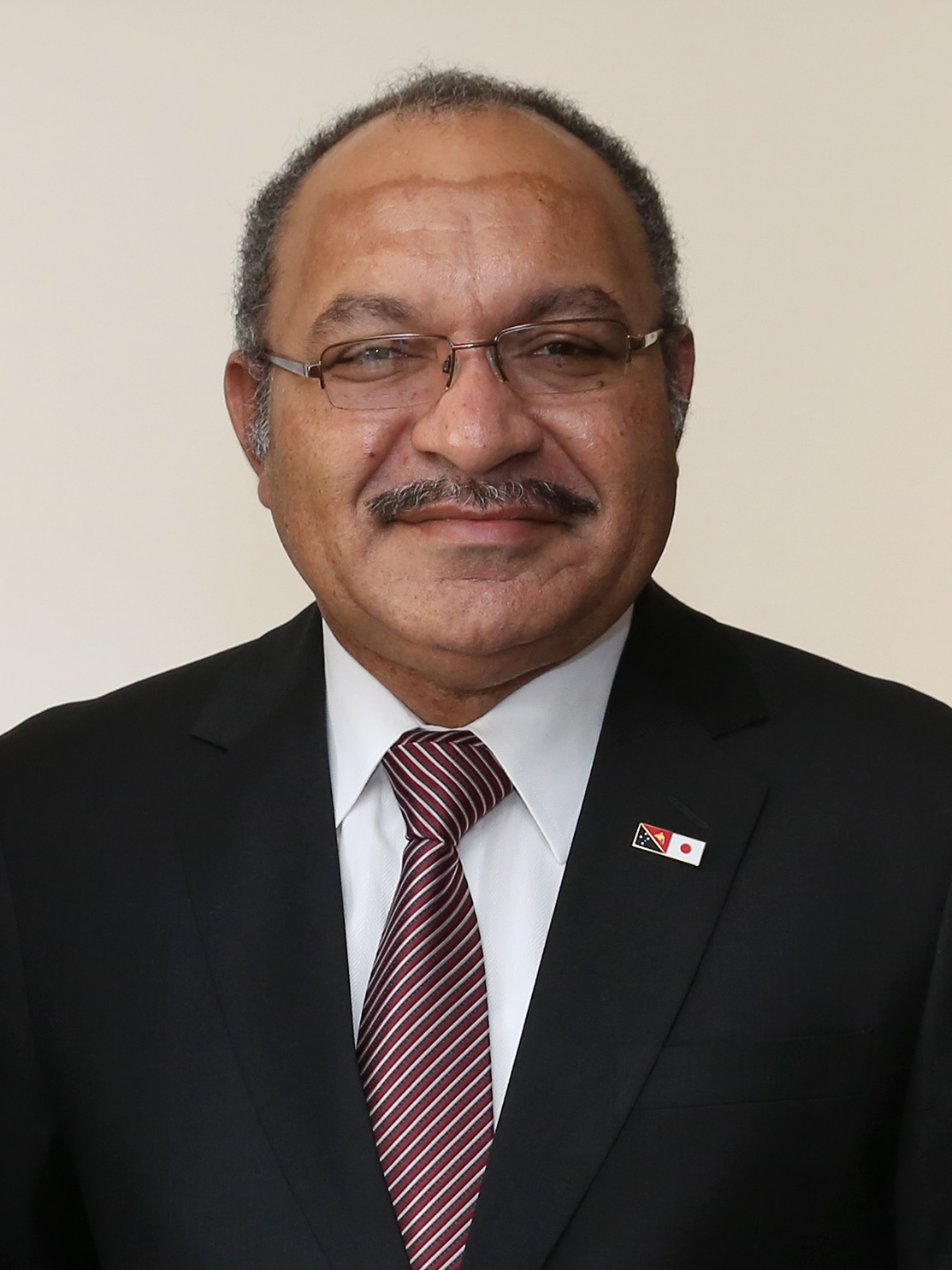
Papua Nuova Guinea Peter O'Neill, Primo ministro
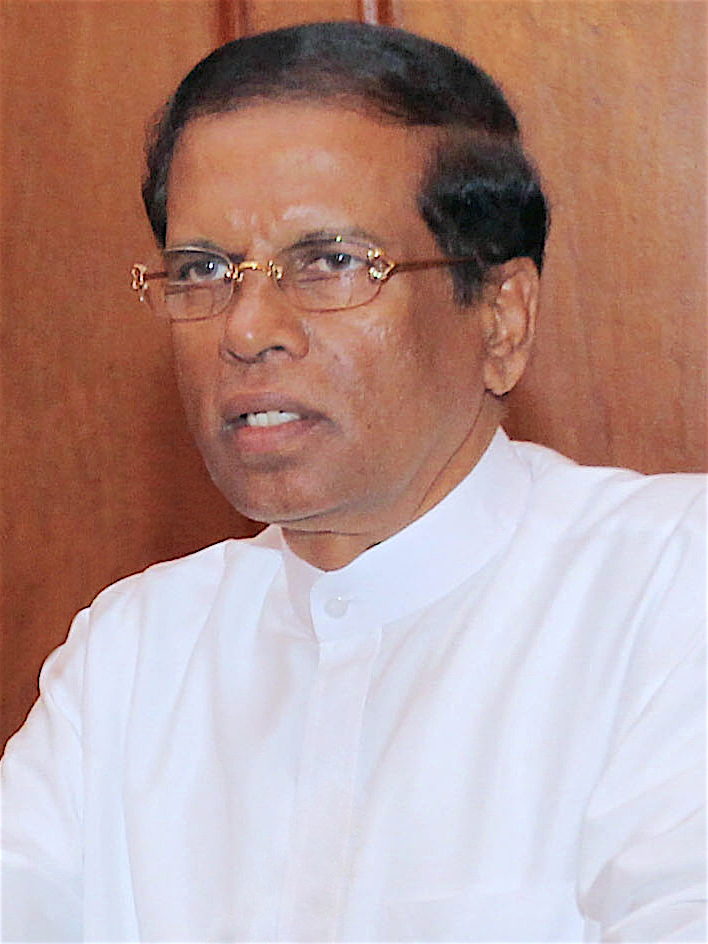
Sri Lanka Maithripala Sirisena, Presidente
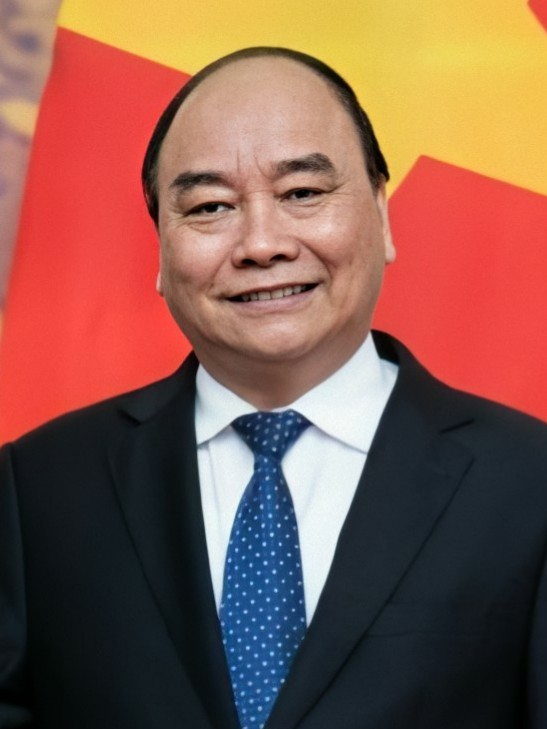
Vietnam Nguyễn Xuân Phúc, Primo ministro
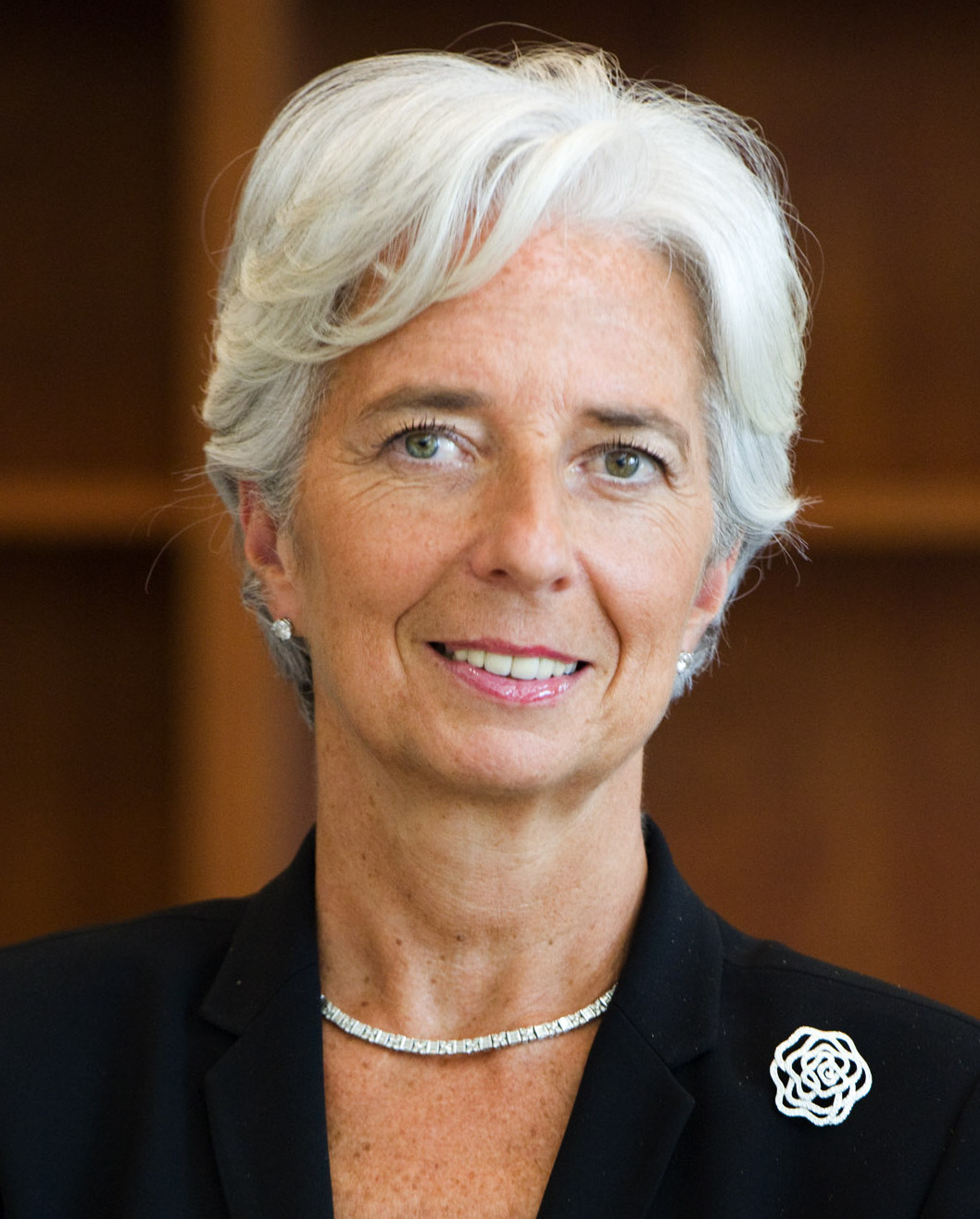
Fondo Monetario Internazionale Christine Lagarde, Direttore Operativo
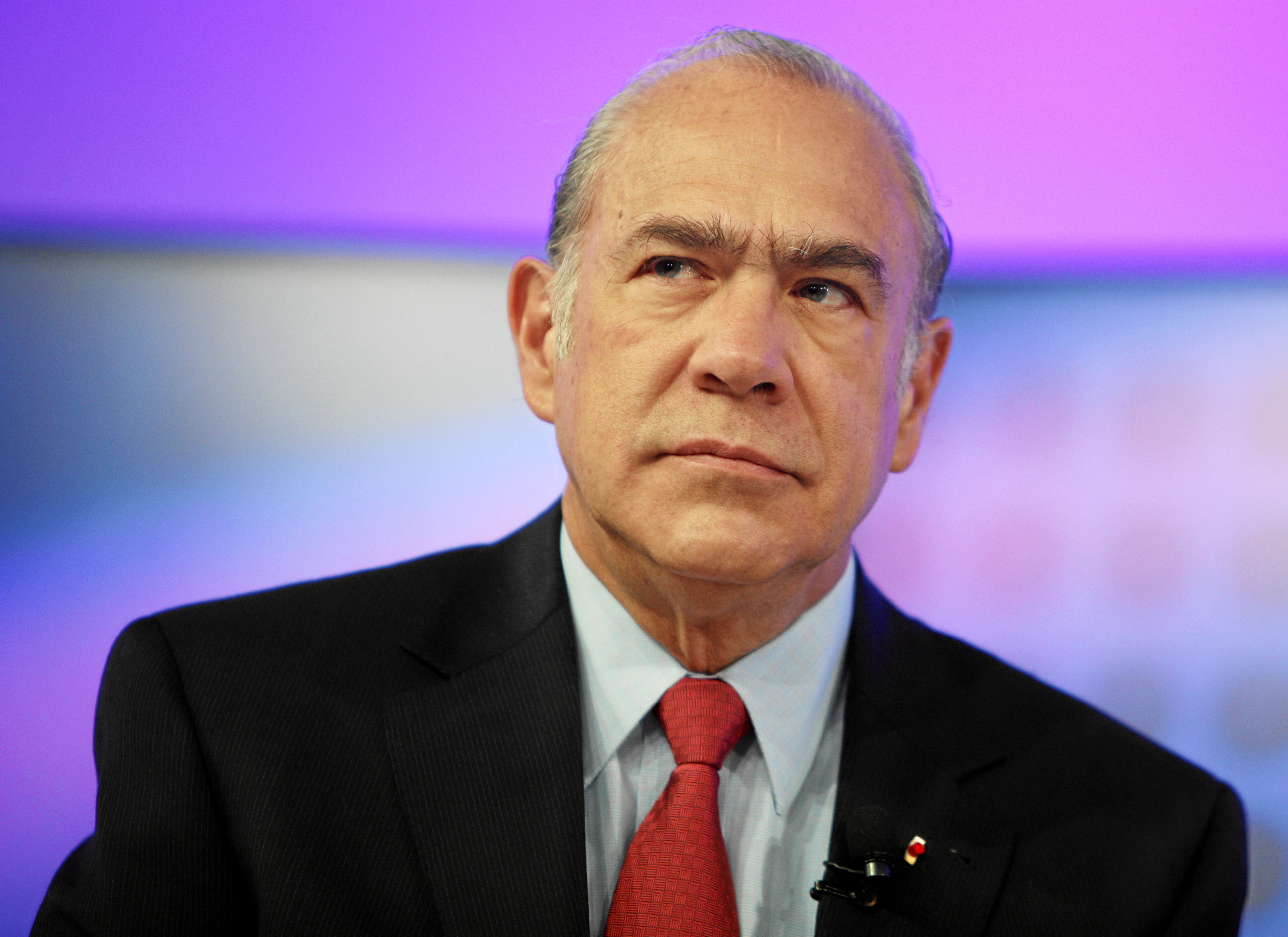
OCSE Ángel Gurría, Segretario generale
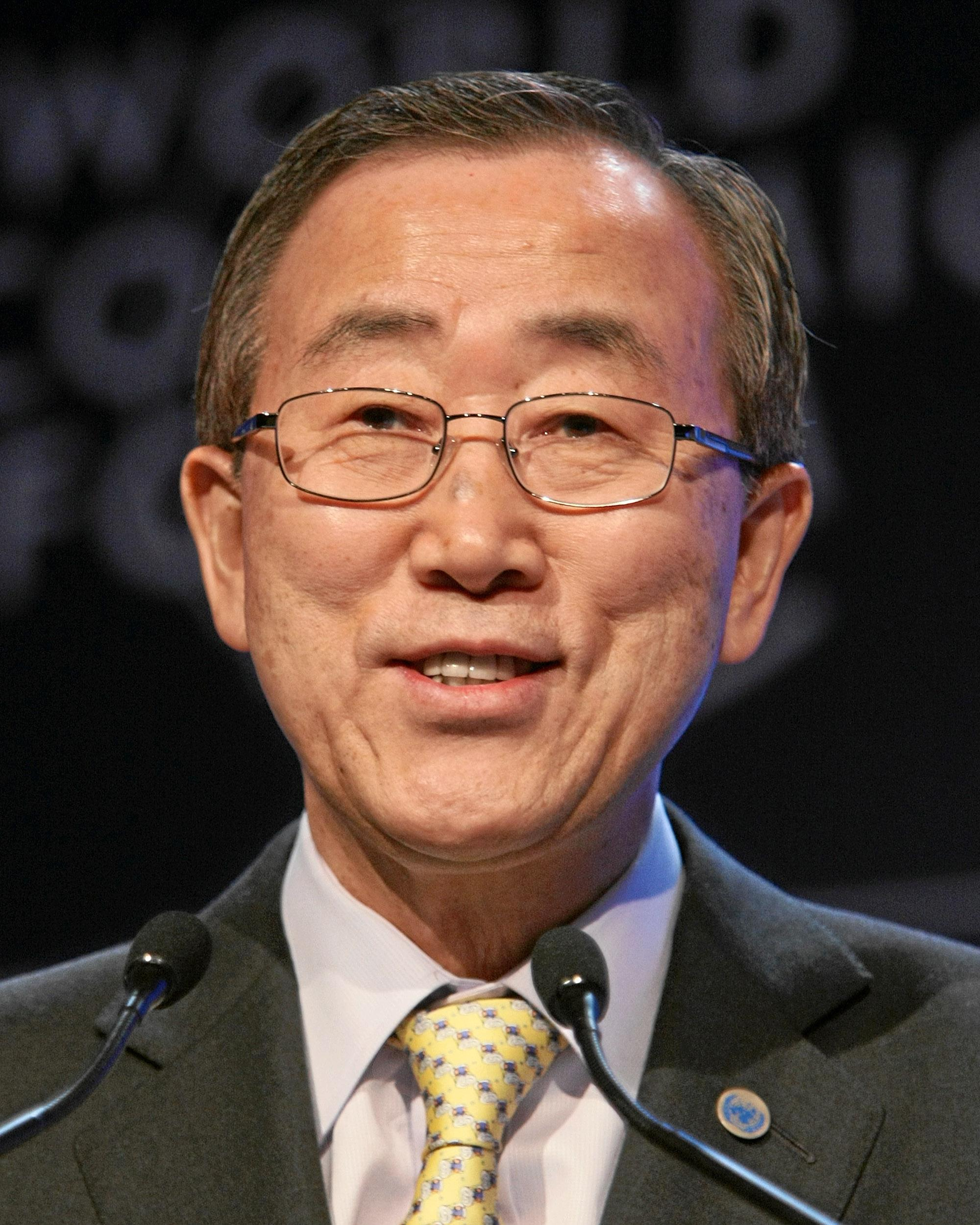
Nazioni Unite Ban Ki-moon, Segretario generale
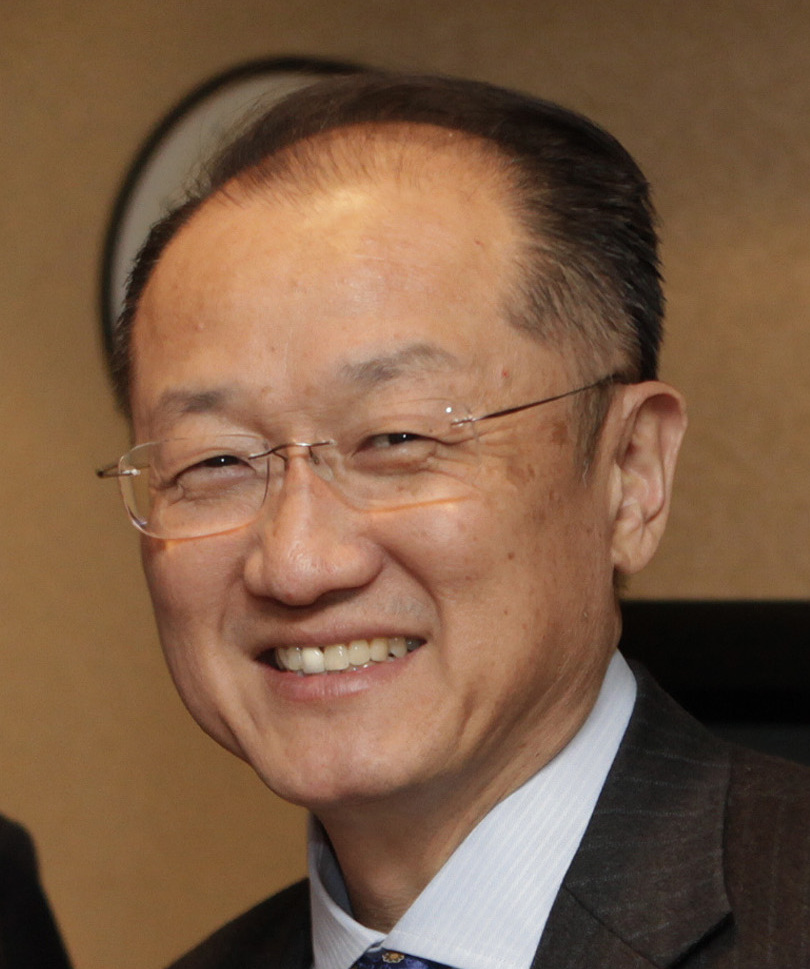
Banca Mondiale Jim Yong Kim, Presidente

## Agenda

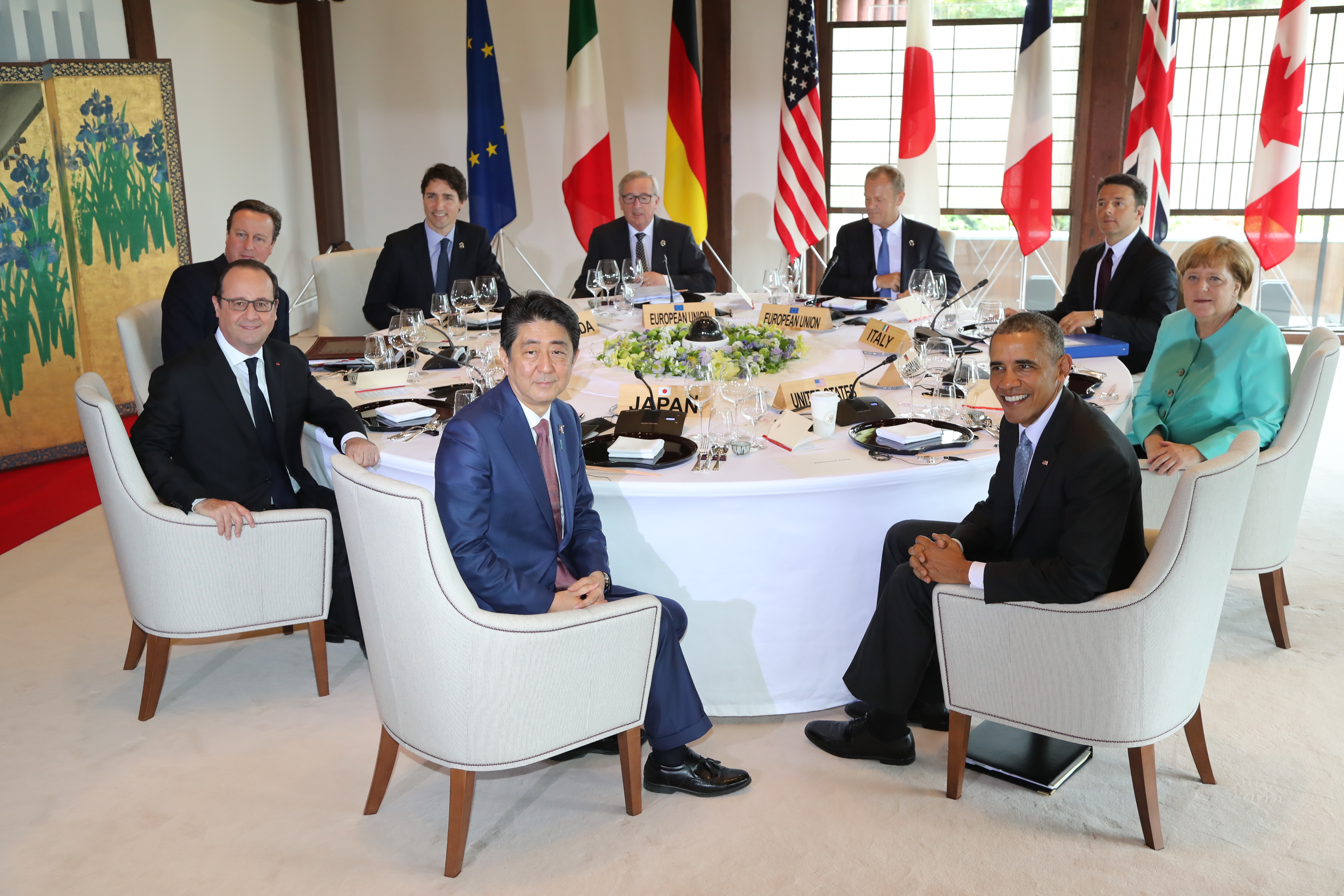
I leader durante una sessione di lavoro

I principali temi trattati nel G7 sono stati:

### Economia globale
Per quanto riguarda il sistema commerciale internazionale, il G7 ha ribadito un forte impegno contro ogni forma di protezionismo e per l'incremento del commercio come mezzo per creare opportunità economiche per lavoratori, consumatori e aziende. I leader si sono impegnati anche a raggiungere rapidamente un modello di crescita sostenibile ed equilibrato attraverso politiche monetarie, strutturali e di bilancio.

### Politica estera e crisi migratoria
Il G7 ha affrontato nuovamente la questione del conflitto in Ucraina, chiedendo la piena attuazione dell'accordo di Minsk e rammentando che la durata delle sanzioni contro la Russia dipenda proprio dal suo rispetto del trattato e della sovranità ucraina. I leader hanno inoltre affermato la propria responsabilità di guidare gli sforzi internazionali contro l'ascesa del terrorismo e dell'estremismo.
Riguardo alla crisi migratoria, i leader si sono impegnati a incrementare l'assistenza globale per soddisfare le esigenze dei rifugiati e hanno chiesto di rafforzare la loro assistenza anche alle istituzioni finanziarie e ai donatori bilaterali. Hanno inoltre convenuto sull'opportunità di rafforzare i canali legali di migrazione e hanno incoraggiato lo sviluppo di programmi di reinsediamento.

## Altri summit nell'ambito del G7

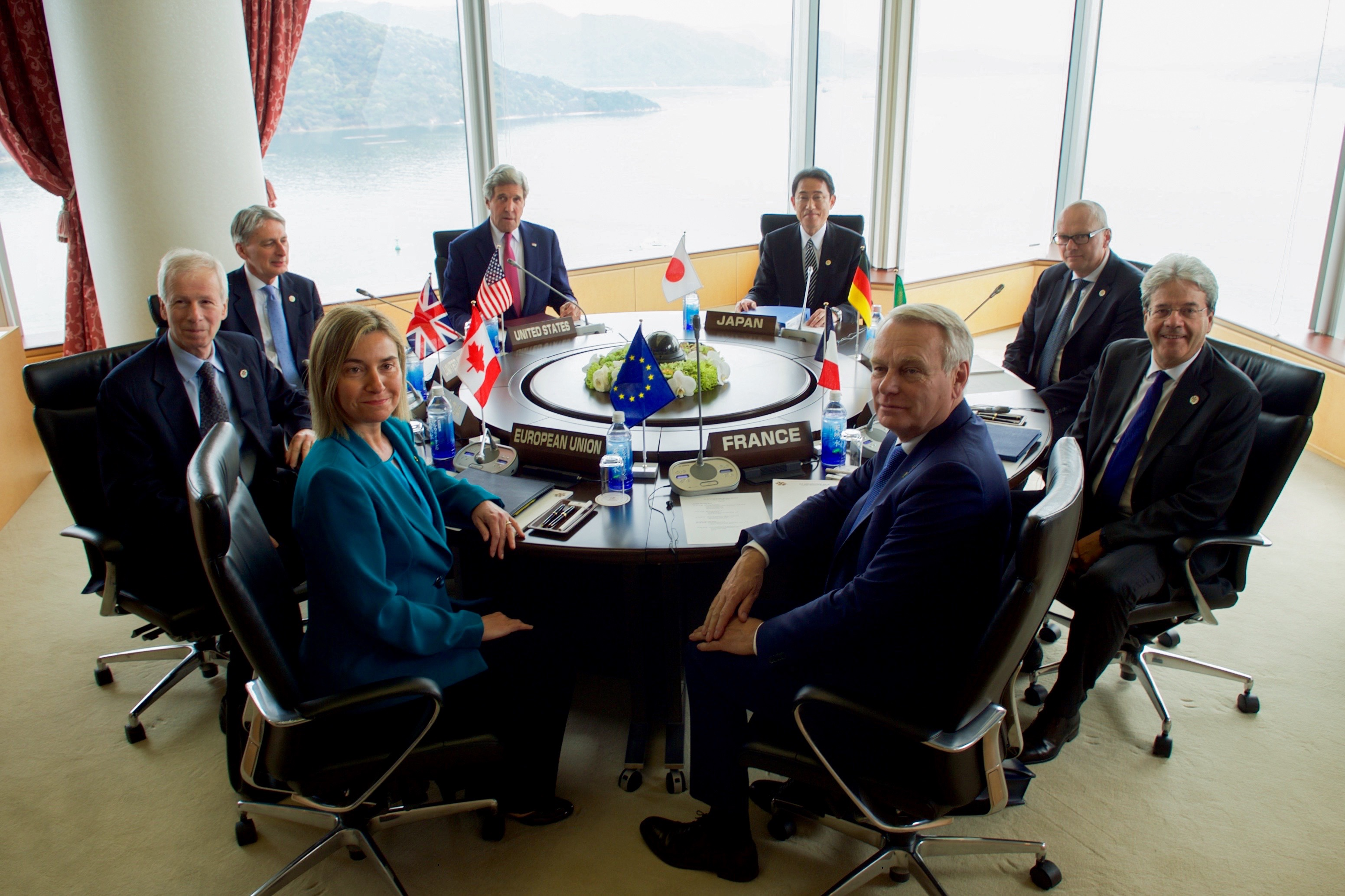
Il vertice dei ministri degli esteri a Hiroshima

| Data                 | Città ospitante | Summit                              |
| -------------------- | --------------- | ----------------------------------- |
| 10-11 aprile 2016    | Hiroshima       | G7 Ministri degli Esteri            |
| 23-24 aprile 2016    | Niigata         | G7 Ministri dell'Agricoltura        |
| 29-30 aprile 2016    | Takamatsu       | G7 Ministri delle Telecomunicazioni |
| 1-2 maggio 2016      | Kitakyūshū      | G7 Ministri dell'Energia            |
| 14-15 maggio 2016    | Kurashiki       | G7 Ministri dell'Istruzione         |
| 15-16 maggio 2016    | Toyama          | G7 Ministri dell'Ambiente           |
| 15-17 maggio 2016    | Tsukuba         | G7 Ministri di Scienza e Tecnologia |
| 20-21 maggio 2016    | Sendai          | G7 Ministri delle Finanze           |
| 11-12 settembre 2016 | Kōbe            | G7 Ministri della Salute            |
| 24-25 settembre 2016 | Karuizawa       | G7 Ministri dei Trasporti           |